# Музей Сурсок
Музеят Сурсок (на английски: Sursock Museum, (на арабски: قصر سرسق), наричан официално още музей „Никола Сурсок“, е музей на съвременното изкуство на улица „Ру Сурсок“ в християнския район Ашрафия на Бейрут.
През 1912 г. богатият и виден ливански аристократ Никола Ибрахим Сурсок построява сградата като честна вила. След смъртта си през 1952 г. в завещанието си постановява вилата да бъде дарена на град Бейрут и да бъде превърната в музей на модерното и съвременно изкуство. В условията на завещанието е ръководител на музея да е кметът на Бейрут и да бъде надзираван от Комитет от избрани личности от Бейрут.
В периода 1953 – 1960 г. сградата се използва за приемане на крале и президенти, които са на официално посещение в Ливан. След това сградата е преобразувана в музей на антики и скъпоценни предмети от самата сграда и с колекция от ислямски произведения и произведения на изкуството.
Официално е открит пред 1961 г. с куратор и ръководител Ибрахим М. Бейхум и с изложба на творби на съвременни ливански художници, което тогава е прецедент за културно събитие в Бейрут.
Сградата на музея „Сърсок“ е пример на ливанската архитектура, която има ливански (по-специално венециански) и османски архитектурни влияния, които са типични за Ливан по това време. На улица „Ру Сурсок“ има и някои други вили, построени през XVIII-XІX век от най-видните фамилии в Бейрут – Сурсок и Бустро, останали въпреки бурното съвременно строителство.
Салонът Арабе, където Сурсок е посрещал своите гости, е напълно запазена. Ръчно издълбаната дърворезба, с която са покрити стените и тавана, е внесена от Дамаск през 20-те години. Някои от оригиналните плочки на вилата все още покриват пода на първия етаж на музея. През 1999 г. сградата е класифицирана като историческа сграда от клас А от Генералната дирекция по антики.
Постоянната колекция на музея включва модерно изкуство, японски гравюри и ислямско изкуство. Музейната колекция се състои от над 800 произведения на изкуството, включително картини, скулптури и графични изкуства от 19 и 20 век. Освен тях в музея се провеждат периодични изложби с различна тематика, включително изложби на творби на ливански и международни художници.
След мащабна реконструкция, музеят е разширен, по проект на френския архитект Жан-Мишел Уилмот и ливанският архитект Жак Абу Халед, с четири нови подземни етажа под сегашната градина на обща стойност 12 милиона долара. Площта на музея е увеличена от 1500 квадратни метра до 8500 квадратни метра. Открити са допълнителни изложбени пространства, изследователска библиотека, аудитория, реставрационна работилница, нови складови помещения за колекцията, магазин и външно кафене. Музеят работи с разширението от 8 октомври 2015 г.
Посещението на музея е безплатно.
- Изглед на сградата на музея през 1970 г.
- Фасадата на музея денем
- Външна експозиция, 2017 г.